# Technische Universität Sofia

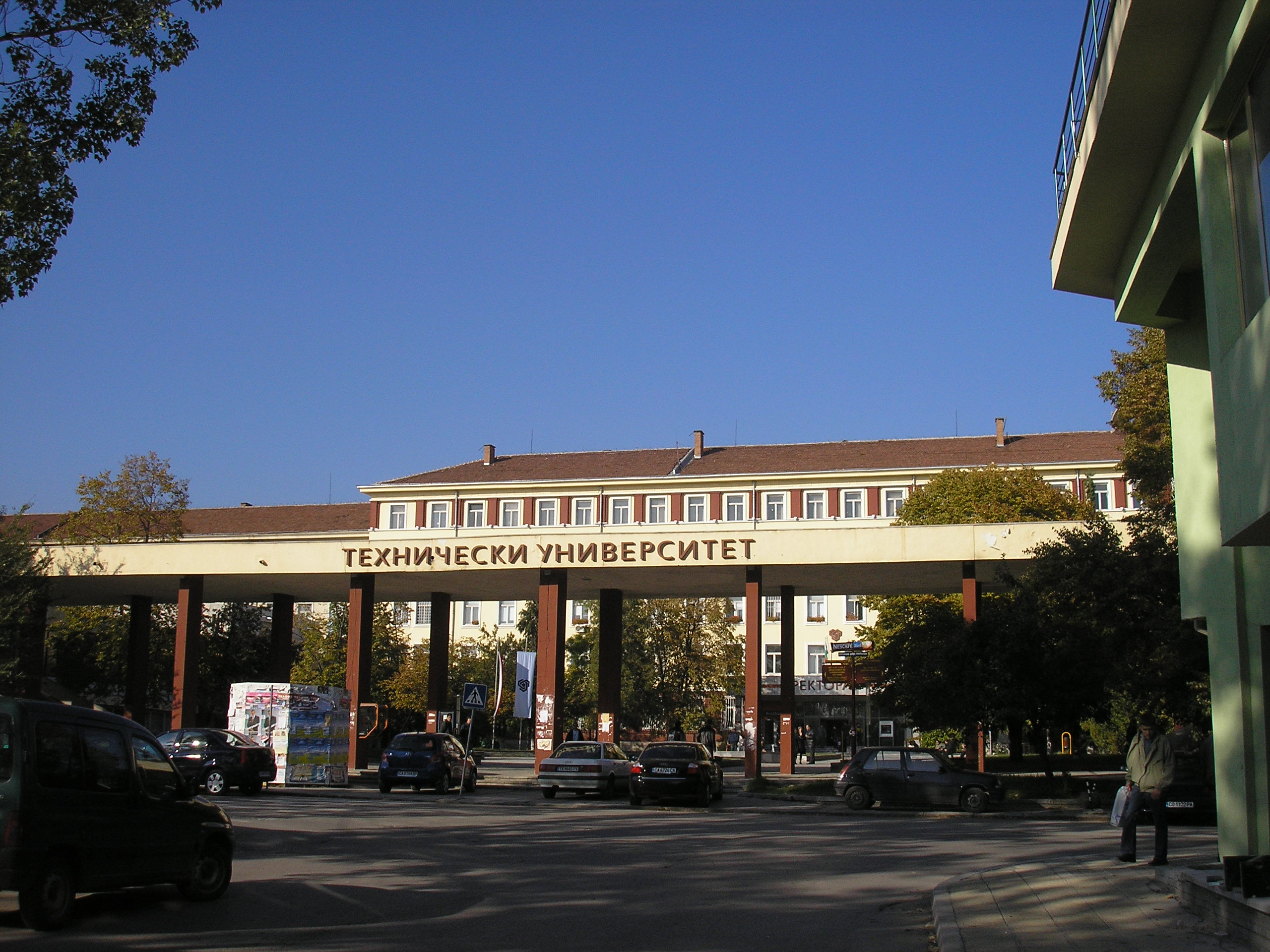
Eingang der Technischen Universität Sofia

Die Technische Universität Sofia (bulgarisch: Технически университет – София) kurz TU Sofia – ist eine 1945 gegründete technische Universität in der bulgarischen Hauptstadt Sofia mit 11 Fakultäten.

## Fakultäten
- Fakultät für Automatisierungstechnik
- Fakultät für Elektrotechnik
- Fakultät für Theoretische Elektrotechnik
- Fakultät für Energietechnik
- Fakultät für Informatik
- Fakultät für Informationstechnologie
- Fakultät für Maschinenbau
- Fakultät für Fahrzeugtechnik
- Fakultät für Betriebswirtschaft
- Fakultät für Logistik
- Fakultät für Angewandte Mathematik

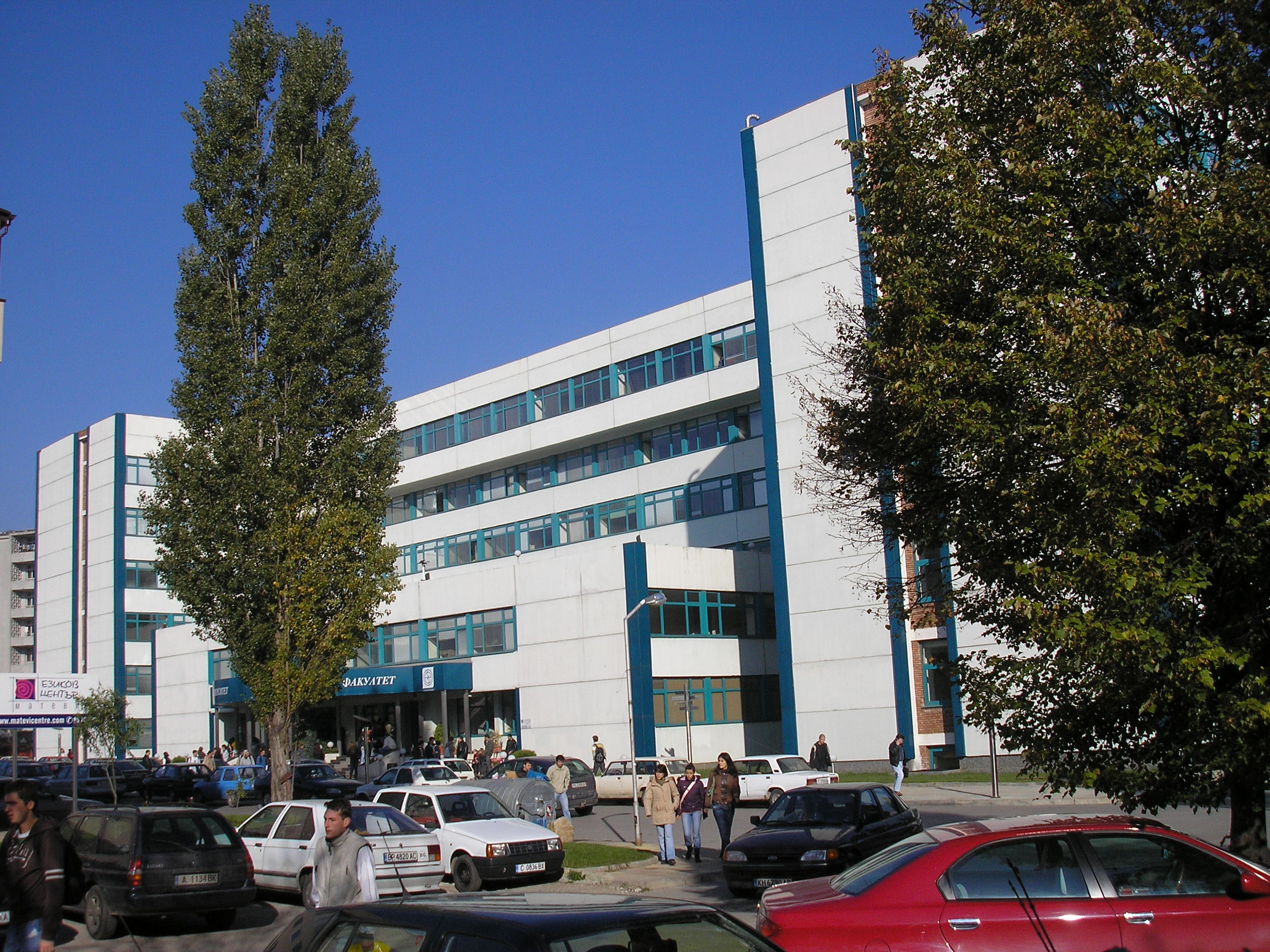
Fakultät für Theoretische Elektrotechnik